# 金倫加
金倫加鴻溝，古北歐語：。Gunnungagap。在北歐神話中，這是原始的深淵。其義為「裂口」（Yawning Gap）。
在金倫加的北邊末端是終年處於寒冷的「冰之國」尼福爾海姆（Niflheim），而南邊末端是「火之國」穆斯貝爾海姆（Muspelheim）。鴻溝之中有泉名赫瓦格密爾（Hvergelmir），是所有河水的源頭，共延伸出12條河流，合稱為埃利伐加爾（Elivagar）。在熱氣與寒冰的交錯中，誕生了霜巨人之祖（Ymir）和一頭名為歐德姆布拉（Audhumbla）的巨大母牛，這就是最初的生命。